# Tension
Tension е шестнадесетият студиен албум на австралийската певица Кайли Миноуг. Той е издаден на 22 септември 2023 г. от BMG.

## Списък с песните

### Оригинален траклист
1. Padam Padam – 2:46
2. Hold on to Now – 3:57
3. Things We Do for Love – 3:09
4. Tension – 3:36
5. One More Time – 3:02
6. You Still Get Me High – 3:38
7. Hands – 2:45
8. Green Light – 3:19
9. Vegas High – 3:33
10. 10 Out of 10 (с Оливър Хелденс) – 2:51
11. Story – 3:16

### Делукс издание
1. Love Train – 2:55
2. Just Imagine – 2:36
3. Somebody to Love – 3:52

### Бонус делукс издание
1. Heavenly Body – 4:22
2. Drum – 3:31

### The Extended Mixes
1. Padam Padam (удължен mix) – 4:04
2. Hold on to Now (удължен mix) – 5:28
3. Things We Do for Love (удължен mix)	– 4:54
4. Tension (удължен mix) – 4:38
5. One More Time (удължен mix)	– 4:22
6. You Still Get Me High (удължен mix)	– 4:32
7. Hands (удължен mix)	– 4:09
8. Green Light (удължен mix) – 4:52
9. Vegas High (удължен mix) – 5:12
10. 10 Out of 10 (удължен mix, с Оливър Хелденс) – 4:01
11. Story (удължен mix) – 4:22